# Wilhelm Imkamp

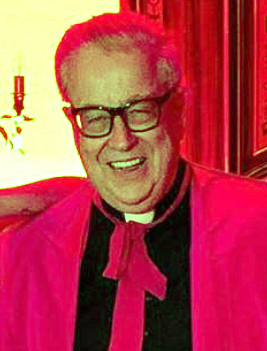
Wilhelm Imkamp im Jahr 2019

Wilhelm Imkamp (*  27. September 1951 in Kaldenkirchen, Niederrhein) ist ein deutscher römisch-katholischer Theologe und Prälat. Er war von 1988 bis 31. Dezember 2017 Wallfahrtsdirektor des bayerisch-schwäbischen Wallfahrtsortes Maria Vesperbild (Bistum Augsburg).

## Leben
Wilhelm Imkamp, Sohn aus einer Unternehmerfamilie (Tabakfabrik und Kaffeerösterei), konnte durch Vermittlung des Aachener Bischofs Klaus Hemmerle an der Päpstlichen Universität Gregoriana in Rom Theologie und Philosophie studieren; er verbrachte zwei Semester im Canisianum in Innsbruck. 1976 empfing er in Rom die Priesterweihe für das Bistum Aachen. 1982 wurde er an der Päpstlichen Universität Gregoriana mit einer dogmenhistorischen Arbeit über das Kirchenbild Innozenz’ III. zum Dr. theol. promoviert. Anschließend war Imkamp wissenschaftlicher Mitarbeiter am Lehrstuhl für Neuere und Mittelalterliche Kirchengeschichte von Walter Brandmüller an der Universität Augsburg. Parallel war er in der Krankenhausseelsorge im Vincentinum engagiert.
Von 1988 bis 2017 wirkte er als Wallfahrtsdirektor des bayerisch-schwäbischen Wallfahrtsortes Maria Vesperbild. Am 24. Juli 2017 hat er aus gesundheitlichen Gründen um seine Entpflichtung und Emeritierung gebeten; Nachfolger war seit Januar 2018 Erwin Reichart, zuvor Dekan in Kaufbeuren. Imkamp wohnt seit der Emeritierung im Schloss St. Emmeram in Regensburg. Er leitet als Direktor die Hofbibliothek, ist Mitglied des Verwaltungsrates der Franz-Marie-Christinen-Stiftung des fürstlichen Hauses Thurn und Taxis und betreut deren Stipendiaten.
Imkamp ist seit 1983 Konsultor in der Selig- und Heiligsprechungskongregation (2008 bestätigt durch Papst Benedikt XVI.; 2013 bestätigt durch Papst Franziskus). 2009 wurde er vom Papst außerdem zum Konsultor der Sakramentenkongregation ernannt. Imkamp war seit 2003 korrespondierendes Mitglied der Päpstlichen Akademie für Theologie in Rom und ist seit 2013 ordentliches Mitglied der Päpstlichen Akademie.
Er war Mitglied des Aufsichtsrates der Mediengruppe Sankt Ulrich Verlag in Augsburg und war Mitarbeiter am Handbuch der bayerischen Kirchengeschichte.
Wilhelm Imkamp engagiert sich für zahlreiche Sozialprojekte im Heiligen Land. 1987 wurde er von Kardinal-Großmeister Maximilien de Fürstenberg zum Komtur des Ritterordens vom Heiligen Grab zu Jerusalem ernannt und am 17. Oktober 1987 durch Bischof Franz Hengsbach, Großprior der deutschen Statthalterei, investiert. Imkamp ist Mitglied des Deutschen Vereins vom Heiligen Lande. 2008 wurde er zum Ehrenkonventualkaplan des Malteserordens investiert.

## Wirken
Imkamps eigentliches und hauptsächliches Aufgabengebiet war bis Ende 2017 die Wallfahrtsseelsorge in Maria Vesperbild. Er gilt als promovierter Dogmenhistoriker als Spezialist auf dem Gebiet der Privatoffenbarungen und mystischer Phänomene und ist ein entschiedener Gegner der Frauenordination. 2011 kritisierte er den damaligen Bundespräsidenten Christian Wulff, nachdem dieser in seiner Begrüßungsansprache beim Deutschlandbesuch von Benedikt XVI. den Umgang der katholischen Kirche mit den Brüchen in den Lebensgeschichten von Menschen thematisiert hatte.

## Ehrungen und Auszeichnungen
- 1996: Ehrendomherr der Konkathedrale Kwidzyn (Marienwerder)
- 2006: Verdienstplakette in Gold des Bayerischen Landes-Sportverbandes
- 2006: Ernennung zum Päpstlichen Ehrenprälaten durch Papst Benedikt XVI.
- 2010: 27. Träger der schwäbischen Riegele-Bierkette[7]
- 2010: Großes Verdienstkreuz mit Stern des Ordens De Parfaite Amitié, Hausorden des Fürsten von Thurn und Taxis
- 2011: Ehrung mit der Festschrift Signum in Bonum
- 2012: Ernennung zum Apostolischen Protonotar durch Papst Benedikt XVI.[8]
- 2013: Ernennung zum ordentlichen Mitglied der Päpstlichen Akademie für Theologie
- 2013: Ernennung zum ordentlichen Mitglied der wissenschaftlichen Kommission des Archivs der Glaubenskongregation
- 2013: Aufnahme in die Europäische Akademie der Wissenschaften und Künste (Klasse VII. „Weltreligionen“)

## Schriften
- Sermo ultimus quem fecit Dominus Innocentius papa tercius in Lateranensi concilio generali. In: Römische Quartalschrift für christliche Altertumskunde und Kirchengeschichte. 70, 1975, S. 149–179.
- „Sicut papa verus“. Der Anfang der Primatialgewalt beim noch nicht zum Bischof geweihten Elekten in Theorie und Praxis Innocenz’ III. In: Apollinaris. 49, 1976, S. 106–132.
- „Fervens ad laborandum“. Die römischen Studienjahre des Dr. Carl Sonnenschein. In: Römische Quartalschrift. 71, 1976, S. 175–198.
- „Virginitas quam ornavit humilitas“. Die Verehrung der Gottesmutter in den Sermones Papst Innocenz III. In: Lateranum N. S. 46, 1980, S. 344–378; auch in: De culto mariano saeculis XII – XV, Acta Congressus Mariologici Mariani Internationalis Romae Anno 1975 Celebrati. Rom 1980, S. 355–388.
- Zur Neuedition der Register Papst Innocenz III. In: Römische Quartalschrift. 75, 1980, S. 250–259.
- Das Kirchenbild Innocenz’ III. (1198–1216). Hiersemann, Stuttgart 1983, ISBN 3-7772-8331-2
- Die katholische Theologie in Bayern von der Jahrhundertwende bis zum Zweiten Weltkrieg. In: Walter Brandmüller: Handbuch der bayerischen Kirchengeschichte. Band III. St. Ottilien 1991, S. 539–651.
- Katholische Evergreens. Sechs Fastenpredigten (= Predigten aus St. Peter in München. Heft 2). München 1993.
- Geist und Kirche. Zum Gedenken an Heribert Schauf. In: Forum kath. Theologie. 10, 1994, S. 139–144.
- „Praestantia et Efficientia“. Anmerkungen zur Entwicklung des Kardinalates unter Papst Paul VI. In: Paolo VI e la Collegialita Episcopale, Colloquio Internazionale di Studio, Pubblicazioni dell’Istituto Paolo VI. 15. Brescia 1995, S. 46–64.
- Eine Dillinger Diskussion um das hl. Meßopfer. In: Jahrbuch des Vereins für Augsburger Bistumsgeschichte e. V. 29, 1995, S. 38–44.
- Hinführung zum Vesperbild. In: W. Imkamp (Hrsg.): Die Wallfahrt Maria Vesperbild. Sankt-Ulrich-Verlag, Augsburg 1995, ISBN 3-00-000295-2, S. 27–30.
- Zum Modernismus in Bayern. In: Annuarium Historiae Conciliorum. 27/28, 1995–1996, S. 875–892 (FS Brandmüller.)
- Moment mal! Durch die Bibel gesagt. Sankt-Ulrich-Verlag, Augsburg 2003, ISBN 3-936484-19-8
- Marienpredigten aus Maria Vesperbild. In: Gerhard Löffler: „Ganz schön bist Du Maria!“ Marienpredigten aus Maria Vesperbild. Fe-Medien, Kißlegg 2008, ISBN 978-3-939684-30-5.
- Fit für die Ewigkeit. Hieb- und Stichfestes aus der Bibel. Sankt-Ulrich-Verlag, Augsburg 2009, ISBN 978-3-86744-104-9.
- Einfach fromm: Die Eleganz der Volksfrömmigkeit. In: Elisabeth von Thurn und Taxis: fromm! Eine Einladung, das Katholische wieder mit allen Sinnen zu erleben. Fe-Medienverlag, Kißlegg 2009, ISBN 978-3-939684-61-9
- Sei kein Spießer, sei katholisch! Kösel-Verlag 2013, ISBN 978-3-466-37071-9
- Geradeaus quergedacht. Bernardus-Verlag 2016, ISBN 978-3-8107-0259-3.